# ボルボ・240

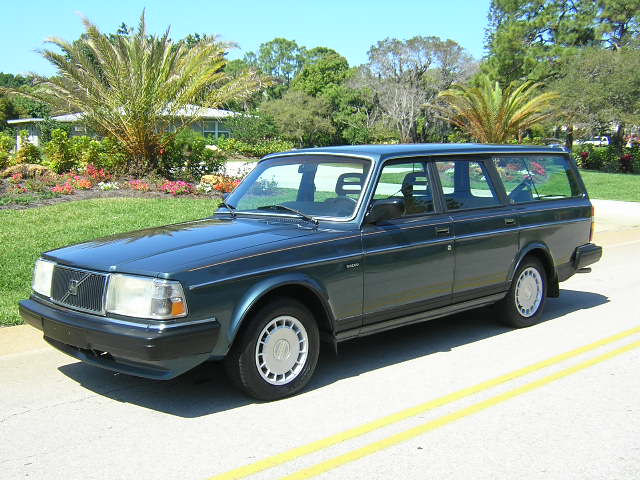
1990年 240エステート

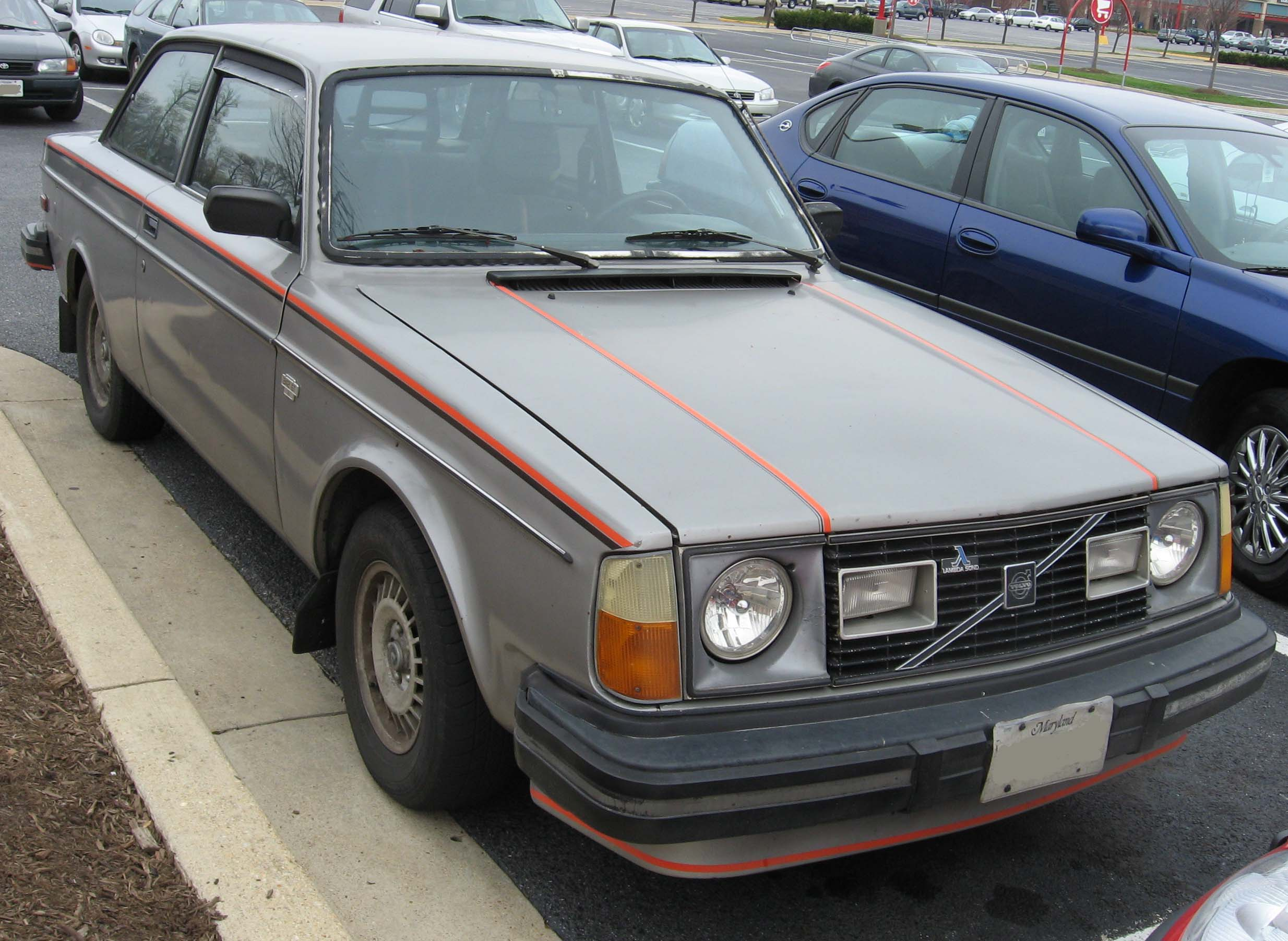
1979-80年 242GT

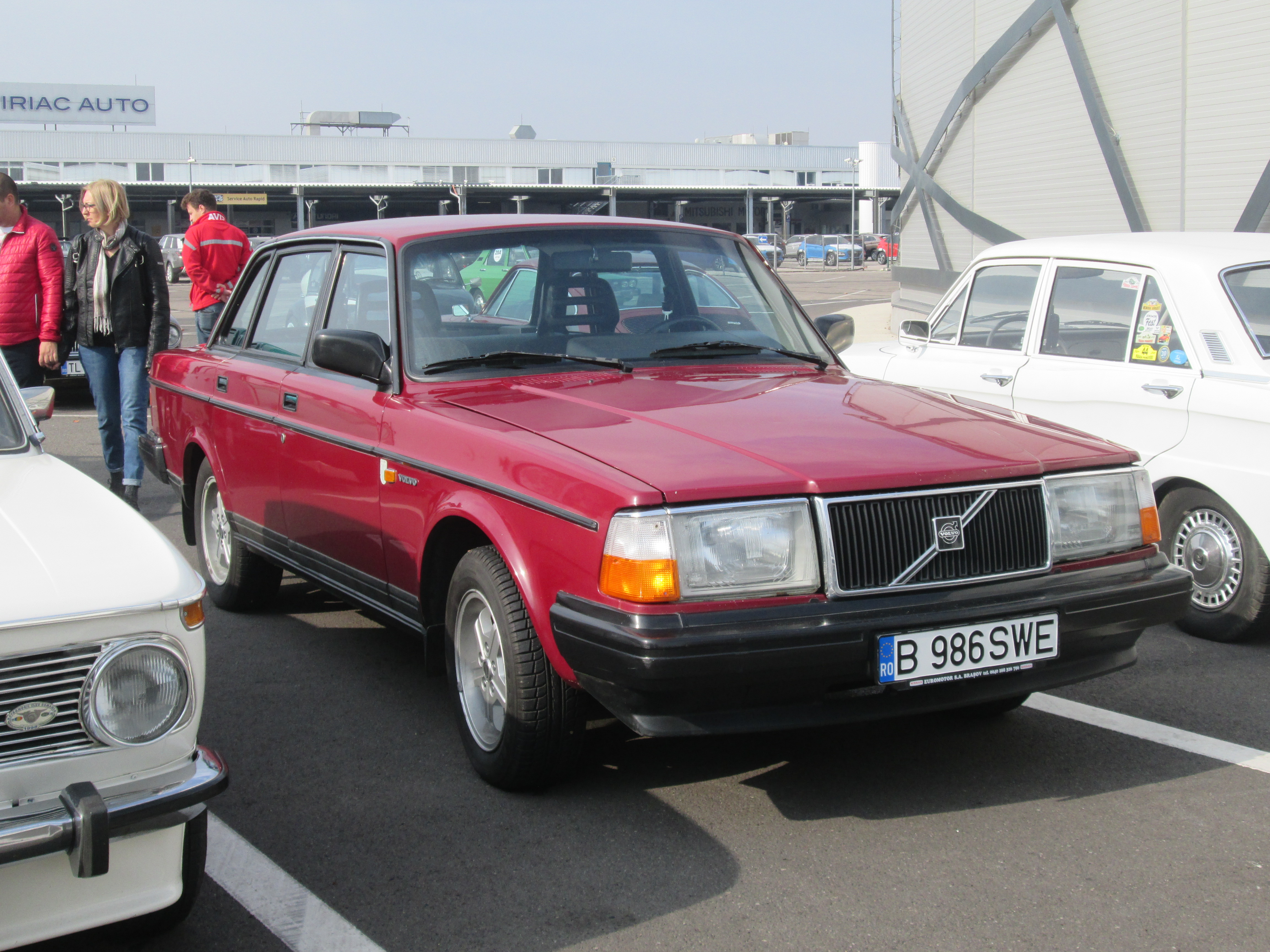
1986年以降 244GLセダン

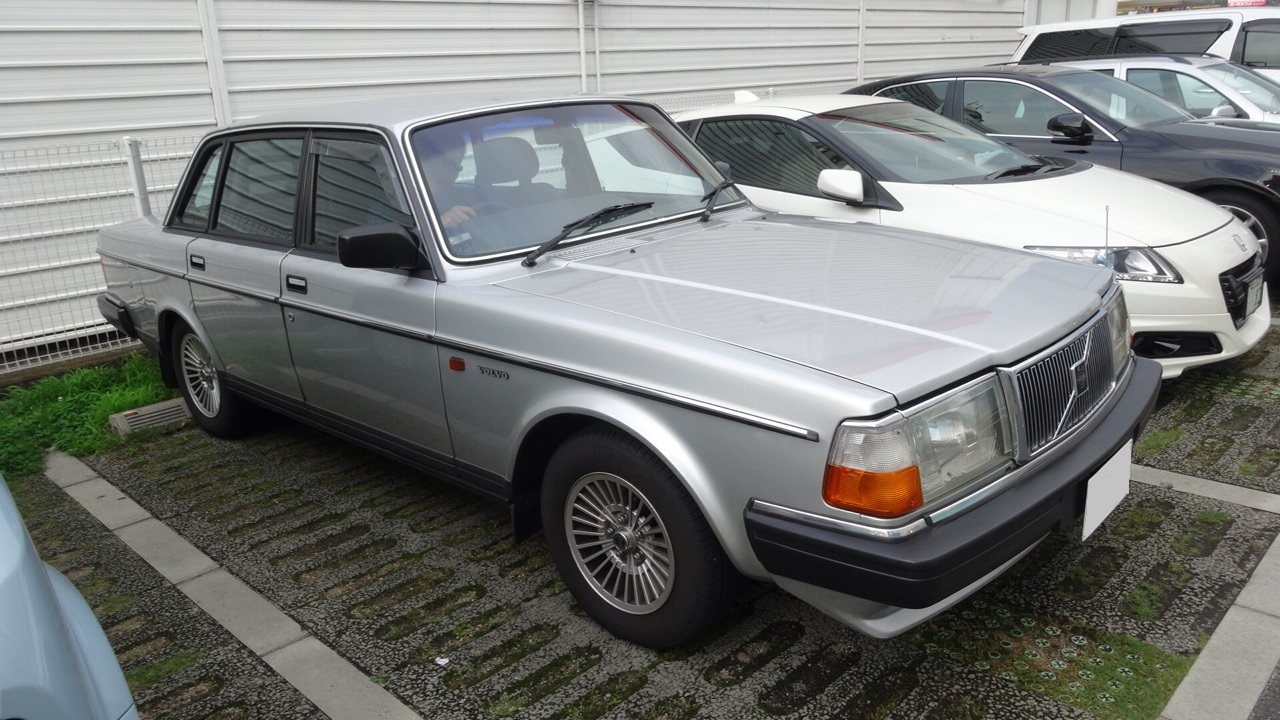
1989年以降販売の日本モデル

ボルボ・240シリーズはスウェーデンの自動車メーカー・ボルボが1974年から1993年まで、累計2,862,053台を生産した乗用車である。その基本設計は1966年登場の140シリーズにまで遡り、モデルライフの長いボルボ車の中でも特に長寿命であった。

## 概要
240は140同様にヤン・ヴィルスガールドによってデザインされ、特にキャビンより後方は共通であったが、1972年に試作車が公開された実験安全車ボルボ・VESC（Volvo Experimental Safety Car ）で試みられた多くの安全対策が実用化されている。具体的には前後の衝撃吸収ゾーンの拡大（そのために前輪サスペンションをストラット式サスペンションに改め、エンジンベイを拡大した）、ステアリング機構のラック・アンド・ピニオン方式への変更による操縦性改善などである。また、上級モデルには4気筒車としては初めてパワーステアリングが装備された。なお、衝撃吸収ゾーン拡大の目的で全長が伸ばされ、4,700mmを超えたため、2,300ccエンジンだった初期モデルから日本では3ナンバー登録車となった。1989年～90年初期に販売されたセダンモデルはGLグレードのみの販売という事情もあり、創業者の一人グスタフ・ラーソンにちなんで「ラーソン」の愛称で親しまれた。

## 沿革

### 242/244/245
1974年秋、1975年モデルとして2ドアセダンの「242」（L・DL）、4ドアセダン「244」（DL・GL）、5ドアワゴン「245」（L・DL）の3本立てで登場した。エンジンは1974年モデルの144と同じOHVのB20型（LとDL）と、新しいSOHC2,127ccのB21型（DLではシングルキャブで97馬力、GLは燃料噴射で123馬力）の2種類であったが、アメリカ及び日本向けは排気ガス対策のため、DLもGL同様に燃料噴射で、1975年モデルのみB20型であった。
1976年モデルではB21Aエンジンの出力がカムシャフトの改良で100馬力に引き上げられ、 242Lと245L以外ではオーバードライブ5速MTが選択可能となった。
1977年モデルではLambda Sondと呼ばれる酸素センサーが追加され、燃費や動力性能を維持しながら排気ガスの浄化が図られた。
1978年には固められたサスペンションとスポーティな内外装を持つ「242GT」が追加された。同年より日本向け輸出車は当時世界一厳しいと言われた「昭和53年排気ガス規制」の輸入車初の適合車となった。
1979年にはヘッドライトが角型に改められ、トランク部分のデザインも改められた。同時に、フォルクスワーゲン製5気筒2,000cc69馬力・6気筒2,400cc82馬力のディーゼルエンジン搭載車も追加された。
1981年、ターボチャージャー付きのB21ETエンジンを搭載した「244ターボ」が登場し、2ドアセダンやエステートにも追って同エンジン搭載車が追加された。ターボモデルの4速ATには日本のアイシン製が採用された。

### 240シリーズ
1983年、モデルごとにドア数を表す最後の数字が0に統一され、全車「240」と呼ばれることとなった。
1984年、2ドアセダンが生産終了。
1985年、740の登場に伴いターボモデルが移行し、DLからGL・GLTまでの中・下級グレードのみに整理され、「ポラール」(Polar)や「SE」などの特別仕様車も多く発売された。エステートの人気はこの頃から高まり、240の総生産台数の3分の1以上がエステートであった。
1990年にはエアバッグが、1991年にはABSが装備されるなど、安全対策は時代とともに進化を続けた。
1993年、前年に登場した5気筒エンジン搭載の前輪駆動車・850の生産が本格化すると、最終モデル「クラシック」の1,600台限定生産を最後に240シリーズは生産を終了した。

## 日本への輸入
1974年を最後にヤナセがボルボ車輸入から手を引き、代わって発足した帝人の子会社・帝人ボルボが240を販売した。140以来安全性・信頼性から比較的多数が販売され、1986年以降はメーカー現地法人の「ボルボ・ジャパン」、1991年以降は「ボルボ・カーズ・ジャパン」が輸入販売を行い、モデル末期まで特にエステートは人気があった。ただし、最後モデルである1989年～1993年モデルの240は販売メインがセダンの為、日本では1991年後半からの販売となった。

## モータースポーツ

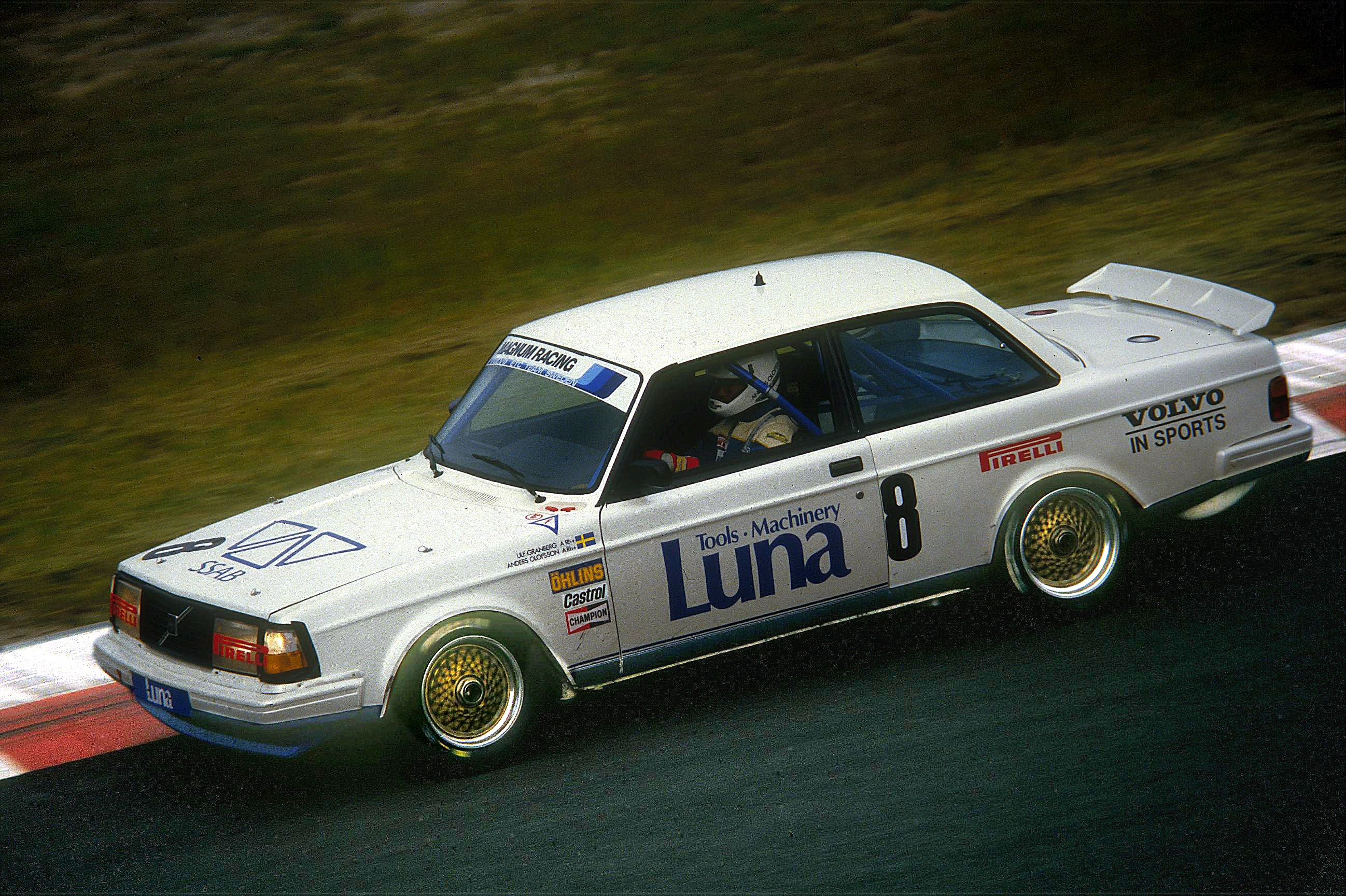
サーキットを走る240ターボ(1985年)

ボルボは240ターボを欧州ツーリングカーレース選手権(ETC)に出走させた。240ターボはローバー・SD1やBMW・3シリーズなどを相手に健闘し、その外観から「Flying Brick」(空飛ぶレンガ）というニックネームで知られた。ETCシリーズでは1985年、1986年と2年連続でチャンピオンとなった。また1985年と1986年に富士スピードウェイで開催されたインターTECでも勝利を収めた。1985年はエッゲンバーガーが2台をエントリーし、1位と2位を独占して3位を7周遅れにした。1986年はRASが2台をエントリーし、1台は序盤でリタイアしたものの残る1台が優勝し、2位を3周遅れにした。